# Friedrich Müller
Friedrich Müller (n. 15 mai 1828, Sighișoara — d. 25 aprilie 1915, Sibiu) a fost un istoric și etnolog sas transilvănean. A fost episcop evanghelic de Sibiu.
A studiat în perioada 1846-1848 teologie, filologie și istorie la Leipzig și Berlin. În timpul Revoluției de la 1848 a luptat de partea trupelor imperiale împotriva armatelor revoluționare. A fost profesor și din 1863 rector al Gimnaziului din Sighișoara. A fost pastor evanghelic și episcop (1893 - 1906).

## Lucrări
- Die kirchliche Baukunst des romanischen Styles in Siebenbürgen. Mit 3 lithogr. Tafeln, 23 Holzschnitten und 2 Facsimiles. Wien, 1858. (Apărut în Jahrbücher der k. k. Central Commission zur Erforschung und Erhaltung der Baudenkmale).
- Unsere Pfarrerswahl und der Entwurf des evang. Landeskonsistoriums A. B. vom 6. März 1862.
- Dass unseren Schulen im Turnen ein längst vermisstes Mittel der Jugendbildung geboten sei. (Eine Schulrede. Hermannstadt, 1863.).
- Dass in dem Turnen auch unserm Volke eine kräftige zeitgemässe Erziehung geboten sei. Rede bei der Einweihung, der Schässburger Turnhalle am 14. Nov. 1863. (Hermanstadt. 1863.).
- Deutsche Sprachdenkmäler aus Siebenbürgen. Aus schriftlichen Quellen des XII. bis XVI. Jahrhunderts. Hermannstadt, 1864.
  - Deutsche Sprachdenkmäler aus Siebenbürgen (Monumente lingvistice germane din Transilvania), Editura Kriterion, București, 1986
- Die römischen Inschriften in Dacien. Gesammelt und bearbeitet von… Wien, 1865. (Österr. Wochenschrift).
- Referat bezüglich des Lehrplans für die Seminarien. 1871